# 箒星 (曲)
『箒星』（ほうきぼし）は、日本のバンド・Mr.Childrenの28枚目のシングル。2006年7月5日にトイズファクトリーより発売された。

## 概要
前作『四次元 Four Dimensions』から約1年ぶりに発売されたシングル。アートディレクターは丹下紘希。
初回限定盤と通常盤の2形態で発売。初回限定盤はCD+DVD、通常盤はCDのみ。Mr.ChildrenのシングルとしてDVDが付属するのは今作が初となる。

## チャート成績
オリコンチャートでは初週25.4万枚、累計売上は42.0万枚。

## 収録曲

### CD
| 全作詞・作曲: 桜井和寿、全編曲: 小林武史 & Mr.Children。 |                    |          |            |      |
| #                                                        | タイトル           | 作詞     | 作曲・編曲 | 時間 |
| 1.                                                       | 「箒星」           | 桜井和寿 | 桜井和寿   | 5:15 |
| 2.                                                       | 「ほころび」       | 桜井和寿 | 桜井和寿   | 3:03 |
| 3.                                                       | 「my sweet heart」 | 桜井和寿 | 桜井和寿   | 3:11 |

### 初回限定盤付属DVD
箒星 -Ordinary Beauty-
“人は誰でも光り輝くことができる”をテーマに撮り下ろされたショートムービー。監督は同じく丹下が務めており、ショートムービーという形になったのは小林によるアイデアだという。作中のアコーディオンも小林によって新たに演奏されたもの。

## 楽曲解説
1. 箒星
  - トヨタ自動車『トビラを開けよう』キャンペーンCMソング[2]。
  - 桜井和寿曰く「ものすごくポップに振り切ったものだし、ポジティヴに振り切ってるもの」とのこと[6]。
  - 本CMの放送開始直後は現在のバージョンと歌詞が一部異なっているバージョンが使用されていた。
  - 2006年の1月にデモが持ち込まれ、2006年の2月から本曲のデモセッションは行われていた[7]。
  - 元々歌詞は2通り考えられていて、最初にCMで使われたバージョンと、“観覧車バージョン”という恋愛に寄った歌詞のバージョンがあった。現在の歌詞は“観覧車バージョン”に手を加えたものになっている[8]。また、アレンジも現在のバージョンの他に“観覧車バージョン”に沿ったものとして「イノセント・リボーン」という仮タイトルのついた「innocent world」と「蘇生」が合わさったようなアレンジが考えられたが、こちらは採用されなかった[9]。
  - 2006年の2月末に歌詞が二転三転し、スタッフにアンケートを取る結果となった[10]。
  - 歌詞の微調整も含め、本曲は歌詞に9個の別バージョンが存在しているとのこと。レコーディングは2006年の4月下旬に行われた[7]。
  - ミュージック・ビデオには寺部智英と町田歩美が出演している。監督は丹下紘希で、作中のダンスの振り付けは康本雅子が担当[11]。2009年2月26日発売のDVD『TANGE KOUKI VIDEO COLLECTION』、2012年5月10日発売のベスト・アルバム『Mr.Children 2005-2010 <macro>』の初回限定盤、2018年3月21日発売のライブ・ビデオ『Mr.Children DOME & STADIUM TOUR 2017 Thanksgiving 25』に収録されている。また、このミュージック・ビデオを含むショートムービーが本作の初回限定盤付属のDVDに収録されている。
  - 2021年12月24日に1週間限定でMr.ChildrenのYoutube公式チャンネルで公開された『誰も得しないラジオ(仮)SP』にて本曲のスタジオライブ映像が公開された[12]。
2. ほころび
  - 野外音楽イベント『ap bank fes』をイメージして作られた曲で[13]、実際にこの年のap bank fesでも演奏された。
  - 初めからカップリング曲としてレコーディングされたという[7]。
3. my sweet heart
  - Mr.Childrenでは初となるジャジーな楽曲[13]。
  - 初めからカップリング曲としてレコーディングされたという[7]。
  - セッション中に完成した曲で、構成もコンパクトになっている[14]。
  - 桜井曰く「オヤジっぽい」[15]、「3曲入りの1曲だから許してもらえるかな、みたいな（笑）、それぐらい個人的な歌かもしれない」[13]とのこと。
  - 鈴木英哉曰く、ギターソロは小倉博和を意識しているとのこと[14]。

## テレビ出演
| 番組名                   | 日付          | 放送局     | 演奏曲 |
| ------------------------ | ------------- | ---------- | ------ |
| COUNT DOWN TV            | 2006年7月2日  | TBS        | 箒星   |
| ミュージックステーション | 2006年7月7日  | テレビ朝日 | 箒星   |
| 音楽戦士 MUSIC FIGHTER   | 2006年7月15日 | 日本テレビ | 箒星   |

## ライブ映像作品
箒星
| 作品名                                                       |
| ------------------------------------------------------------ |
| ap bank fes '06                                              |
| HOME                                                         |
| Mr.Children HOME TOUR 2007                                   |
| Mr.Children DOME TOUR 2009 SUPERMARKET FANTASY IN TOKYO DOME |
| MR.CHILDREN TOUR POPSAURUS 2012                              |

## 収録アルバム
- 『HOME』 (#1)
- 『Mr.Children 2005-2010 <macro>』 (#1)
- 『Mr.Children 2003-2015 Thanksgiving 25』 (#1)
- 『B-SIDE』 (#2, #3)